# 睡美人

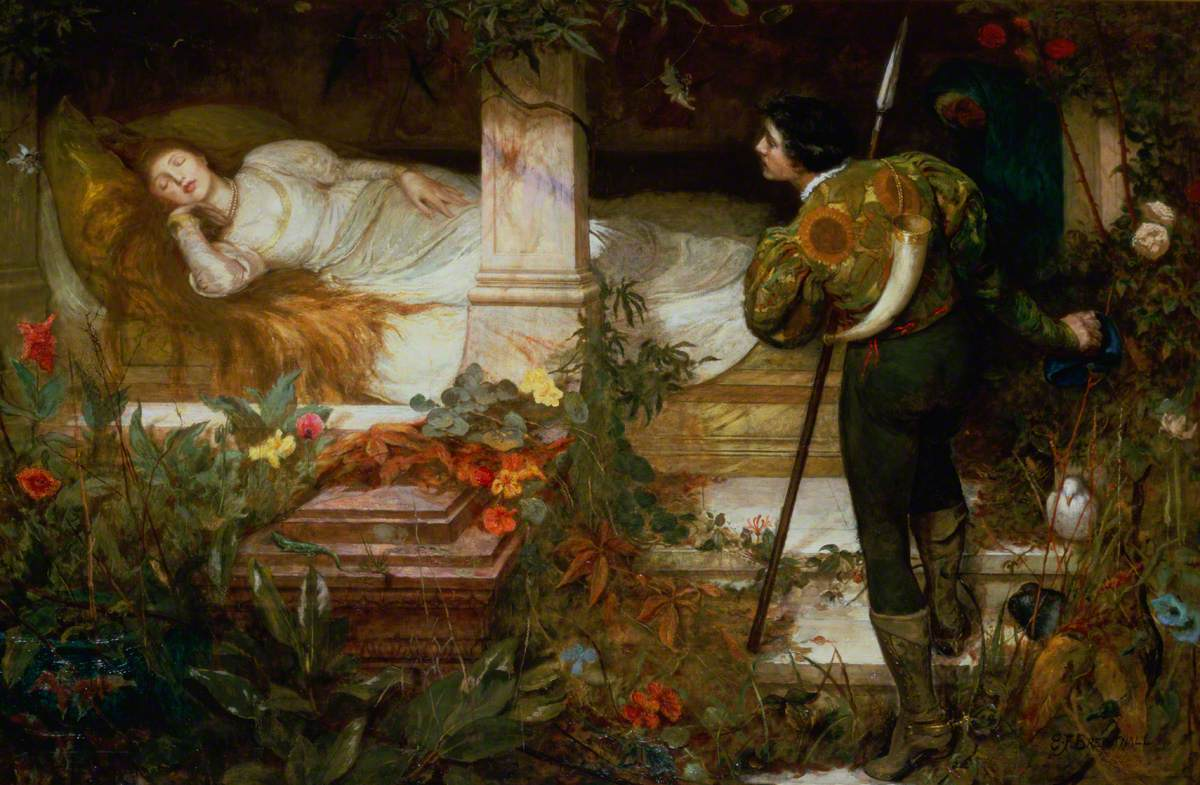
林中的睡美人

《林中睡美人》（法語：La Belle au bois dormant），通称《睡公主》，在《格林童話》中称《玫瑰公主》（德語：Dornröschen），是一则经典欧洲童話。这则童话拥有多個改編版本，其中最著名的是法國作家夏尔·佩罗於1697年出版的《鹅妈妈的故事》中收录的版本，以及《格林童話》中的版本。不同版本的睡公主故事，傳至世界各地，成為耳熟能詳、家喻戶曉的童話故事之一。
该故事是AT分类法中的第410类故事。

## 故事內容

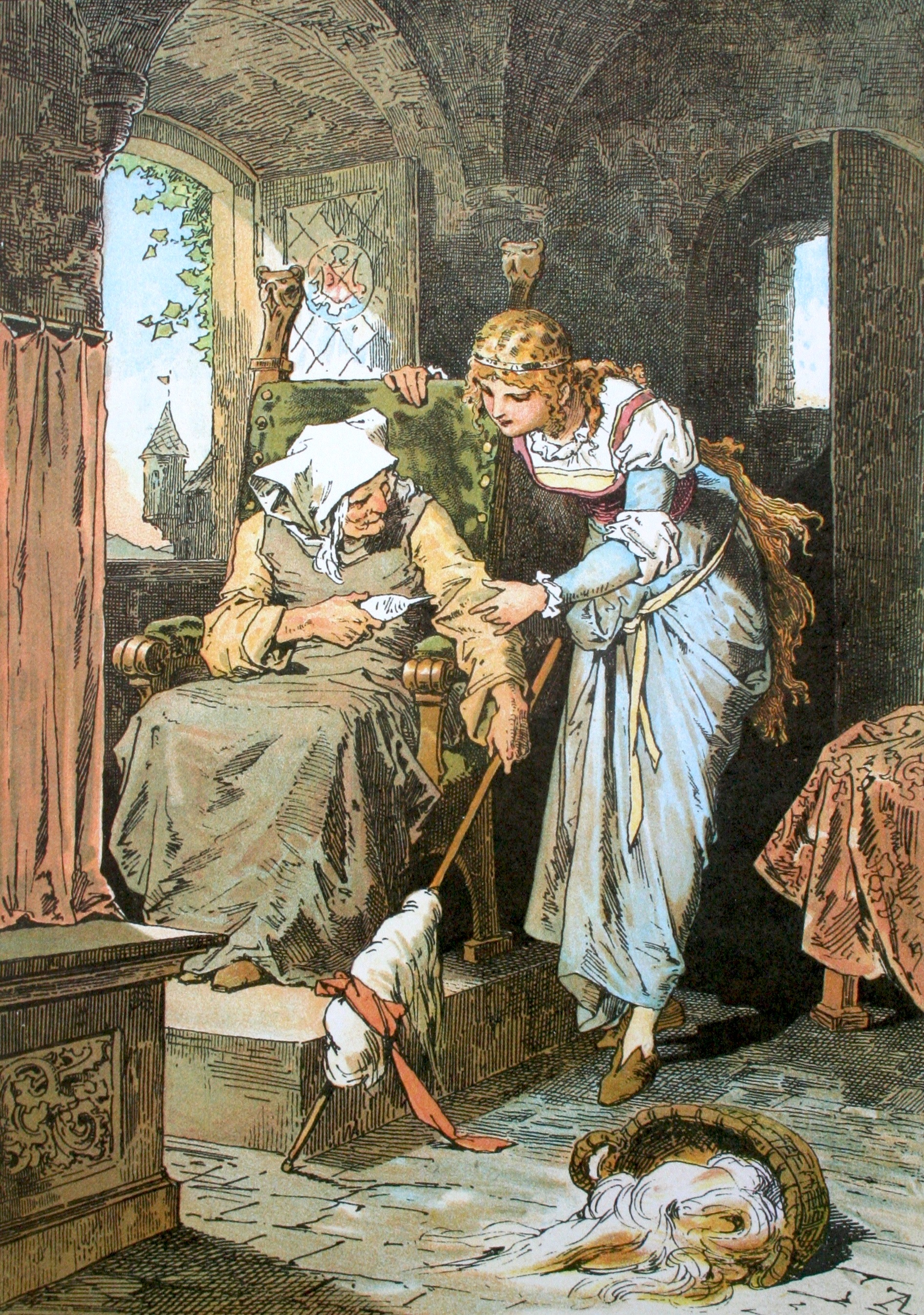
古塔中的老妇向公主展示紡錘

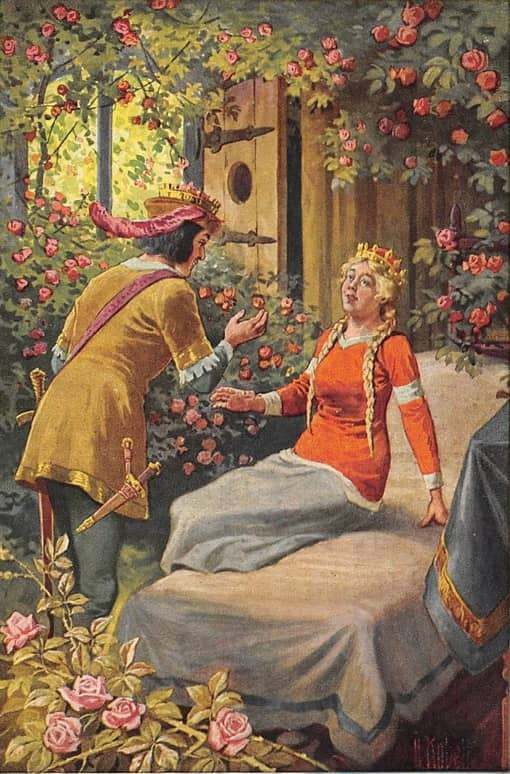
奥托-库贝尔 (1868 - 1951)

因為睡美人版本眾多，以下仅叙述夏尔·佩罗版本和格林兄弟版本的內容。
睡公主是一個王后所誕下的孩子。王后非常高興，邀請了人類和仙子族的各方好友前來盛宴。卻沒有邀請邪惡的仙子卡拉波斯。所以她就不請自來，以「公主會被紡織機的纺锤刺破手指而丧命」的詛咒作為禮物。幸而紫丁香仙子未獻上祝福，她把壞仙子的毒咒緩解，使公主不會死掉。但公主仍會沉睡，直至有一個真心愛慕公主的人前來獻上親吻，公主才會醒過來。
於是，國王下令禁止使用紡綞。然而公主十五六歲那年正好在一座古塔中碰到了一個正在用紡錘紡線的老婆子，公主一挨著紡錘即倒在了地上。詛咒成真，公主一直在林中沉睡，四周的藤蔓荊條成為公主睡牀的簾帳。
年復一年的過去，直至有一天，一個年輕的王子路過，兌現了仙子的祝福，把公主吻醒。城堡中的所有人都甦醒過來，繼續做著原先沒做完的事情。自始，王子公主就過着幸福的生活。
不过佩罗的版本并未就此结束。婚后公主生下了两个孩子，分别取名晨曦（Aurore）和日光（Jour）。王子的母后是个吃人的妖精，一次趁王子外出打仗，她便想把公主和两个孩子吃掉。但总管因不忍心而抗命，分别用羔羊和牝鹿蒙骗了母后。不过母后最终发现了真相，正当她准备将公主和孩子扔进放满癞蛤蟆和毒蛇的大木桶时，王子及时赶回。看到自己的行径被发现，母后自己气急败坏地投进了木桶，被毒蛇吃掉。其他人则幸福快乐地生活了下去。

## 起源
雖然現今夏尔·佩罗的版本流传最广，但这一版本實際上改编自吉姆巴地斯达·巴西耳收录於其《五日談》中的故事《太阳、月亮和塔利娅》。不過佩罗对巴西耳的故事进行了大幅改写。
巴西耳的故事主要是写给王公贵族以及成人的。故事中，塔利娅（睡美人）的沉睡不是因为诅咒，而是预言；甦醒过来不是因为王子的親吻，而是国王强暴了她，使她生了两个孩子，之后其中一个吮吸了她的手指，将使她入睡的亚麻吸走；仇视她的亦不是国王的母亲，而是国王的妻子。故事結尾論贊：「幸運之人縱使在床上安眠也有福氣降臨」。
《睡美人》的起源还可以上溯到比这更早的中世纪小说《佩塞福雷传奇》（Perceforest）中。王子特洛伊勒斯（Troylus）与泽兰丁娜（Zellandine）相爱，而泽兰丁娜曾被女神忒弥斯（Themis）诅咒会在某一天沉入深睡，后来诅咒应验。特洛伊勒斯找到了泽兰丁娜并与之交合，使之怀孕。之后泽兰丁娜生下的婴儿吸出了她手指的亚麻。通过戒指泽兰丁娜得知了孩子的父亲是特洛伊勒斯，并最后嫁给了他。
在更古老的《沃尔松格传说》（Völsunga saga）中也可以发现这则故事的影子。

## 女主角的名字
故事女主角的名字在不同版本中都不固定。《太阳、月亮和塔利娅》中是塔利娅（Talia，所生的孩子分别叫太阳和月亮）。佩罗和格林兄弟的版本则只是简单地把她称作“公主”。不过佩罗给公主的女儿起了“奧蘿兒”【法語】（Aurore，“晨曦”）的名字。后来柴可夫斯基在自己的芭蕾舞剧中将女儿的名字变成母亲的名字，把公主称作奧蘿拉【英語】（Aurora），迪士尼的《睡美人》亦是延用了这一名。

## 改编作品
- 柴可夫斯基芭蕾舞剧《睡美人》
- 迪士尼1959年动画片《睡美人》
- 迪士尼2014年真人电影《黑魔女：沉睡魔咒》。故事細述睡美人中的反派如何轉變成內心黑暗的女巫。由安潔莉娜裘莉主演，更由曾獲得奧斯卡金獎肯定的視覺特效藝術大師羅伯特史東博格執導。

## 外部連結
- 《玫瑰公主》汉语朗读版
- 《玫瑰公主》插图 （页面存档备份，存于）
- 《睡美人》法语朗读版本 （页面存档备份，存于）（夏尔·佩罗）
- 《睡美人》，佩罗版本，扫描自1870年插图版，通过互联网档案馆